# Xanthostemon fruticosus
Xanthostemon fruticosus är en myrtenväxtart som beskrevs av Peter G.Wilson och Co. Xanthostemon fruticosus ingår i släktet Xanthostemon och familjen myrtenväxter.
Artens utbredningsområde är Filippinerna. Inga underarter finns listade i Catalogue of Life.